# 베르나르도 루첼라이
베르나르도 루첼라이 (Bernardo Rucellai, 1448년 8월 11일 - 1514년 10월 7일)는 베르나르도 디 조반니 루첼라이 (Bernardo di Giovanni Rucellai) 또는 베르나르두스 오리켈라리우스(라틴어: Bernardus Oricellarius)라고도 알려진 피렌체의 정치, 사회 엘리트 인물이다. 그는 조반니 디 파올로 루첼라이 (1403년–1481년)의 아들이자 조반니 디 베르나르도 루첼라이 (1475년–1525년)의 아버지이다. 그는 로렌초 데 메디치의 누이 난니나 데 메디치와 혼인했으며, 교황 레오 10세와 교황 클레멘스 7세의 숙부이기도 하다. 정부의 집권층이자, 은행가, 대사, 문필가인 그는 피렌체에 있는 그의 저택 팔라초 루텔라이의 정원 오르티 오리첼라리에서 열렸던 플라톤 아카데미의 주요 인물 중 한 명으로 기억되고 있으며, 니콜로 마키아벨리는 이 모임에서 그의 논고를 읽어주기도 했다.

## 가문
루첼라이는 1448년 8월 11일에 부유한 대상 조반니 디 베르나르도 루첼라이와 은행가 팔라 디 노페리 스트로치의 딸 이아코파 스트로치의 차남이자 7번째 자식으로 태어났다.:29 조반니 루첼라이는 1434년 11월 코시모 데 메디치에 의해 팔라 디 노페리 스트로치가 파도바로 추방당한 이후에도 스트로치 가문에 충성심을 유지했으며, 그는 27년간 어떠한 공직 자리도 가지지 못했다. 하지만 그는 코시모가 친구가 되었고, 13살이던 베르나르도를 코시모의 손녀이자 피에로 디 코시모의 딸 및 로렌초 데 메디치의 누이 난니나 데 메디치와 혼인시켰다. 난니나는 5년 뒤인 1466년 6월 8일에 남편의 집으로 들어갔다. 결혼식은 화려함으로 유명했는데 500명의 하객들이 로지아와 광장 전체, 레온 바티스타 알베르티:103가 디자인하여 조반니 루첼라이가 지은 루첼라이 가문의 궁전인 루첼라이 궁전 앞에 있는 거리를 차지한 삼각형의 연단에 앉았다.
베르나르도는 코시모(Cosimo), 피에트로(Pietro), 팔라(Palla), 조반니 등 아들 4명을 가졌다.

## 정치 경력
루첼라이는 15세기 말과 16세기 초 피렌체의 정치 엘리트 계층이였고 피렌체 공직 여러 자리를 맡았다. 그는 메디치 가문과 좋은 관계였고, 그의 처남들인 로렌초와 줄리아노와도 가까운 사이였다. 루첼라이와 로렌초는 동갑이였고 같은 지적 관심사로 친구 관계를 가졌으며; 루첼라이는 로렌초와 함께, 또는 로렌초를 대신하여 많은 외교 임무을 수행했다.:29
1471년 9월 그는 교황 식스토 4세로 선출된 프란체스코 델라 로베레를 축하하기 위해 로마로 로렌초와 함께 가기도 했다.:29 식스토는 그의 전임자 교황 비오 2세에게 속해있던 소장품인 아우구스투스와 아그리파의 대리석 두상을 사는걸 허락하였고, 메디치 가문이 톨파에 있는 명반 광산에 대한 대리인이자 교황의 은행가로서의 권리를 계속하게 해주었다.:129
루첼라이는 1474년 Consiglio dei Cento (100인 위원회)의 의원 중 한 명이였다. 1480년 로렌초와 함께 그는 피사 대학교 개혁 위원회에 참석했다.:30 1482년부터 1485년까지 그는 로렌초의 동맹인 스포르차 가문의 주 밀라노 대사였다. 1483년 그는 베네치아에 맞서 동맹을 하길 원했던 크레모나에 로렌초와 동행하기도 했다. 1485년 7월에서 8월에 루첼라이는 곤팔로니에레 디 주스티치아였지만, 밀라노에 있었다.:30 1486년 3월에는 Dieci di Balìa (10인 최고행정회)의 일원이였으나, 같은 해에는 베네치아에 있었다.:30 1486년 루첼라이는 나폴리로 가는 중에 피렌체와 메디치 가를 대표하여 교황 인노첸시오 8세를 방문하기도 했다.:104-105 그의 조카 피에로를 알폰시나 오르시니에게 혼인시키는데 협상을 하는등 메디치 가문의 일에도 관여했다.:105 1497-8년부터 사보나롤라 시기의 공화정 동안에 곤팔로니에레 디 주스티치아였다. 1512년 루첼라이는 피렌체의 권력에서 피에로 소데리니를 제거하고 메디치 가문을 복권시키는 노력을 도왔다.:101

## 지적 공적
로렌초 데 메디치 사후, 그는 그의 정원 오르티 오리첼라리를 플라톤 아카데미에게 개방하여 문학, 고전 유산, 수사학, 라틴어 문법 논의등을 지속하게 하였다. 니콜로 마키아벨리와 프란체스코 구이차르디니 등의 다른 피렌체 유명 인사들도 참여했다.
루첼라이는 주로 로마에 있는 비명학 관심인사였고, 그의 나폴리 대사 부임 이후에는 조반니 폰타노와 함께 역사학에 관련한 많은 서신을 주고 받았다.
그의 스승은 신플라톤주의자로 유명한 마르실리오 피치노였다. 그의 아들 조반니 디 베르나르도 루첼라이도 피치노의 제자였다.

## 저서
루첼라이는 주로 라틴어로 저작을 했다. 1474년 치타디카스텔로에서 줄리아노 델라 로베레 (이후 교황 줄리아노 2세) 휘하의 교황군들에 의해 니콜로 비텔리가 포위당하자, 루첼라이는 《Oratio de auxilio Tifernatibus adferendo》를 썼다. 그는 《De urbe Roma liber》, 《De magistratibus Romanis》, 《De bello italico commentarius》, 《De bello Pisano》, 《De bello Mediolansi》등 다섯 편의 역사서를 썼다. 그와 로렌초 데 메디치, 마실리오 피치노 그리고 폰타노 사이에 상당한 서신들이 존재한다.

## 참고 서적
- Mario Emilio Cosenza (1962). Biographical and Bibliographical Dictionary of the Italian Humanists and of the World of Classical Scholarship in Italy, 1300-1800, volume 5. Boston: G. K. Hall.
- Franco Fido (1994). Machiavelli, Guiccardini e storici minori del primo Cinquecento. Padova: Piccin Nuova Libraria.
- Felix Gilbert (1984). 마키아벨리와 귀차르디니: 16세기 피렌체 정치와 역사Machiavelli and Guicciardini: Politics and History in Sixteenth-Century Florence. New York: Norton.
- Guglielmo Pellegrini (1920). L'umanista Bernardo Rucellai e le sue opere. Livorno: Tipografia Raffaello Giusti.
- Mark Phillips (1976). 프란체스코 귀차르디니: 역사가의 기술Francesco Guicciardini: the historian's craft. Toronto; Buffalo: University of Toronto Press.